# Sihelné
Sihelné (in ungherese Szihelne) è un comune della Slovacchia facente parte del distretto di Námestovo, nella regione di Žilina.